# みちのくダービー
みちのくダービーとは、日本プロサッカーリーグ（Jリーグ）に加盟するベガルタ仙台とモンテディオ山形が対戦する試合（ダービーマッチ）の呼称である。

## 概要
1989年の東北社会人サッカーリーグチャレンジマッチで東北電力サッカー部（後のベガルタ仙台）と山形日本電気（後のモンテディオ山形）が対戦したのが初対戦である。ジャパンフットボールリーグ、J2時代での対戦を経て、J1での初対戦を前にした2010年（平成22年）7月8日、山寺 後藤美術館で開催された「みちのくダービー2010共同記者会見」において両クラブの対戦の呼称を「みちのくダービー」に制定することが発表された。
なお、「東北ダービー」の名称で報じるマスメディアもあり、完全に名称が統一されているわけではない。ただし、2014年以降、同じく東北地方のヴァンラーレ八戸、いわてグルージャ盛岡、ブラウブリッツ秋田、福島ユナイテッドFC、いわきFCがJリーグに加盟したことから、これらのチームの対戦を総称して「東北ダービー」と呼ばれるようになり、仙台と山形の対戦については「東北ダービー」とは呼ばれなくなってきている。
J2元年の開幕節で唯一1万人超えしたカードであり、両チームは激しいライバル関係にあるため、公式からも「Ｊリーグ屈指の激しいダービー」と評されている。
2000年 - 2008年、2010年の仙台のホームゲームでは、山形のフィールドプレーヤーが1stユニフォームのストッキングを青から白に替えて着用していた。これは2ndユニフォームが全身黄色（2000年 - 2014年）で仙台1stユニフォームのシャツ（ゴールド）と同系色となるうえ、通常の1stユニフォームも仙台1stユニフォームのパンツ及びストッキングと同系色となるためである。なお2011年から仙台1stユニフォームのストッキングがシャツと同系色になったため、同年の仙台のホームゲームでは、山形のフィールドプレーヤーは通常の青ストッキングを着用した。2015年の対戦時は、仙台ホームでは山形のフィールドプレーヤーが全身赤の2ndユニフォームを着用し、山形ホームでは山形1stユニフォームが全身青である関係上、仙台のフィールドプレーヤーは1stユニフォームのシャツ・ストッキングに2ndユニフォームの白パンツを着用した。
2008年6月15日に行われた試合では、この前日に発生した岩手・宮城内陸地震の犠牲者を悼み、両チームとも喪章を付けて戦った。
仙台がJ2に降格し、2022年にリーグ戦で7年ぶりのダービーが実現したが、3月のダービーを前に山形の相田健太郎社長が仙台を挑発するポスターを制作。山形駅周辺の飲食店やホテルなどを巡ってポスターを配布した。
2023年5月13日に行われた試合は「Jリーグ30周年記念マッチ」として開催され、公式試合球は「オーシャンズ」のスペシャルデザイン「KOTOHOGI 30」を使用。

## ホームスタジアム
| チーム名         | スタジアム名 （命名権名称）                             | 所在地             | 収容人員 | 画像     |
| ---------------- | ------------------------------------------------------- | ------------------ | -------- | -------- |
| ベガルタ仙台     | 仙台スタジアム （ユアテックスタジアム仙台）             | 宮城県仙台市泉区   | 19,694人 | ユアスタ |
| ベガルタ仙台     | 宮城スタジアム （キューアンドエースタジアムみやぎ）     | 宮城県宮城郡利府町 | 49,133人 | 宮城ス   |
| モンテディオ山形 | 山形県総合運動公園陸上競技場 （NDソフトスタジアム山形） | 山形県天童市       | 21,292人 | NDスタ   |

## 戦績
■東北電力 / ブランメル仙台→■ベガルタ仙台：25勝17分20敗
■山形日本電気 / NEC山形 / モンテディオ山形→モンテディオ山形：20勝17分25敗
- PK戦は引き分け扱いとしてカウントする。

### リーグ戦

#### 東北リーグ・JFL
■東北電力 / ブランメル仙台：3勝3分8敗
■山形日本電気 / NEC山形 / モンテディオ山形：8勝3分3敗
| 年                                                               | 月日    | 時期 | 時期   | 会場   | ホーム       | 得点             | アウェイ     | 観客数 |
| ---------------------------------------------------------------- | ------- | ---- | ------ | ------ | ------------ | ---------------- | ------------ | ------ |
| 1991年                                                           |         | 東北 |        |        | 山形日本電気 | 2 - 1            | 東北電力     |        |
| 1991年                                                           |         | 東北 |        |        | 東北電力     | 1 - 3            | 山形日本電気 |        |
| 1992年                                                           |         | 東北 |        |        | NEC山形      | 1 - 0            | 東北電力     |        |
| 1992年                                                           |         | 東北 |        |        | 東北電力     | 0 - 0            | NEC山形      |        |
| 1993年                                                           |         | 東北 |        |        | NEC山形      | 1 - 1            | 東北電力     |        |
| 1993年                                                           |         | 東北 |        |        | 東北電力     | 2 - 3            | NEC山形      |        |
| 1994年は、東北電力が東北リーグ、NEC山形がJFL所属のため開催なし。 |         |      |        |        |              |                  |              |        |
| 1995年 詳細                                                      | 6月11日 | JFL  | 第7節  | 宮城県 | B仙台        | 0 - 5            | NEC山形      | 2,885  |
| 1995年 詳細                                                      | 9月17日 | JFL  | 第21節 | 山形市 | NEC山形      | 2 - 3            | B仙台        | 693    |
| 1996年 詳細                                                      | 6月23日 | JFL  | 第12節 | 山形県 | 山形         | 0 - 1            | B仙台        | 3,308  |
| 1996年 詳細                                                      | 10月3日 | JFL  | 第25節 | 宮城陸 | B仙台        | 2 - 3v           | 山形         | 1,448  |
| 1997年 詳細                                                      | 6月14日 | JFL  | 第10節 | 宮城県 | B仙台        | 1 - 3            | 山形         | 2,165  |
| 1997年 詳細                                                      | 9月21日 | JFL  | 第23節 | 山形県 | 山形         | 3 - 1            | B仙台        | 2,221  |
| 1998年 詳細                                                      | 5月3日  | JFL  | 第7節  | 山形市 | 山形         | 1-1 （PK 4 - 5） | B仙台        | 3,509  |
| 1998年 詳細                                                      | 8月23日 | JFL  | 第18節 | 仙台ス | B仙台        | 2v - 1           | 山形         | 6,258  |

#### Jリーグ
■ベガルタ仙台：20勝16分8敗
■モンテディオ山形：8勝16分20敗
| 年                                                        | 月日     | 時期 | 時期      | 会場     | ホーム | 得点   | アウェイ | 観客数 |
| --------------------------------------------------------- | -------- | ---- | --------- | -------- | ------ | ------ | -------- | ------ |
| 1999年 詳細                                               | 3月14日  | J2   | 第1節     | 仙台ス   | 仙台   | 2 - 3  | 山形     | 10,315 |
| 1999年 詳細                                               | 7月17日  | J2   | 第18節    | 山形県   | 山形   | 2 - 1  | 仙台     | 5,836  |
| 1999年 詳細                                               | 9月15日  | J2   | 第26節    | 山形県   | 山形   | 0 - 0  | 仙台     | 1,812  |
| 1999年 詳細                                               | 11月6日  | J2   | 第34節    | 仙台ス   | 仙台   | 1 - 1  | 山形     | 5,437  |
| 2000年 詳細                                               | 5月4日   | J2   | 第10節    | 仙台ス   | 仙台   | 2 - 1  | 山形     | 7,365  |
| 2000年 詳細                                               | 6月25日  | J2   | 第21節    | 山形県   | 山形   | 0 - 1  | 仙台     | 5,263  |
| 2000年 詳細                                               | 8月19日  | J2   | 第29節    | 仙台ス   | 仙台   | 2v - 1 | 山形     | 10,128 |
| 2000年 詳細                                               | 10月22日 | J2   | 第39節    | 山形県   | 山形   | 1 - 2  | 仙台     | 4,802  |
| 2001年 詳細                                               | 5月3日   | J2   | 第9節     | 仙台ス   | 仙台   | 2 - 2  | 山形     | 15,196 |
| 2001年 詳細                                               | 7月19日  | J2   | 第19節    | 山形県   | 山形   | 0 - 2  | 仙台     | 4,320  |
| 2001年 詳細                                               | 8月14日  | J2   | 第26節    | 仙台ス   | 仙台   | 2 - 1  | 山形     | 15,502 |
| 2001年 詳細                                               | 10月13日 | J2   | 第37節    | 山形県   | 山形   | 0 - 2  | 仙台     | 12,203 |
| 2002年・2003年は、仙台がJ1、山形がJ2所属のため開催なし。  |          |      |           |          |        |        |          |        |
| 2004年 詳細                                               | 5月5日   | J2   | 第10節    | 山形県   | 山形   | 0 - 0  | 仙台     | 20,062 |
| 2004年 詳細                                               | 6月23日  | J2   | 第19節    | 仙台ス   | 仙台   | 1 - 1  | 山形     | 17,323 |
| 2004年 詳細                                               | 8月11日  | J2   | 第27節    | 山形県   | 山形   | 2 - 2  | 仙台     | 12,270 |
| 2004年 詳細                                               | 11月20日 | J2   | 第42節    | 仙台ス   | 仙台   | 2 - 0  | 山形     | 15,412 |
| 2005年 詳細                                               | 5月4日   | J2   | 第10節    | 仙台ス   | 仙台   | 0 - 1  | 山形     | 19,128 |
| 2005年 詳細                                               | 6月25日  | J2   | 第18節    | 山形県   | 山形   | 0 - 0  | 仙台     | 19,418 |
| 2005年 詳細                                               | 9月4日   | J2   | 第30節    | 仙台ス   | 仙台   | 0 - 0  | 山形     | 17,710 |
| 2005年 詳細                                               | 11月6日  | J2   | 第39節    | 山形県   | 山形   | 0 - 2  | 仙台     | 16,878 |
| 2006年 詳細                                               | 4月22日  | J2   | 第11節    | 山形県   | 山形   | 0 - 3  | 仙台     | 11,142 |
| 2006年 詳細                                               | 6月24日  | J2   | 第24節    | ユアスタ | 仙台   | 1 - 1  | 山形     | 18,295 |
| 2006年 詳細                                               | 8月26日  | J2   | 第36節    | 山形県   | 山形   | 1 - 0  | 仙台     | 13,043 |
| 2006年 詳細                                               | 10月28日 | J2   | 第47節    | ユアスタ | 仙台   | 0 - 0  | 山形     | 13,831 |
| 2007年 詳細                                               | 4月25日  | J2   | 第11節    | NDスタ   | 山形   | 3 - 3  | 仙台     | 6,604  |
| 2007年 詳細                                               | 5月27日  | J2   | 第18節    | ユアスタ | 仙台   | 2 - 0  | 山形     | 18,156 |
| 2007年 詳細                                               | 7月21日  | J2   | 第29節    | NDスタ   | 山形   | 1 - 1  | 仙台     | 9,190  |
| 2007年 詳細                                               | 10月10日 | J2   | 第44節    | ユアスタ | 仙台   | 1 - 1  | 山形     | 15,614 |
| 2008年 詳細                                               | 5月18日  | J2   | 第14節    | ユアスタ | 仙台   | 3 - 2  | 山形     | 16,931 |
| 2008年 詳細                                               | 6月15日  | J2   | 第20節    | NDスタ   | 山形   | 3 - 0  | 仙台     | 15,422 |
| 2008年 詳細                                               | 8月16日  | J2   | 第31節    | ユアスタ | 仙台   | 0 - 1  | 山形     | 17,537 |
| 2009年は、山形がJ1、仙台がJ2所属のため開催なし。          |          |      |           |          |        |        |          |        |
| 2010年 詳細                                               | 7月13日  | J1   | 第13節    | NDスタ   | 山形   | 3 - 1  | 仙台     | 20,231 |
| 2010年 詳細                                               | 9月19日  | J1   | 第23節    | 宮城ス   | 仙台   | 2 - 0  | 山形     | 26,391 |
| 2011年 詳細                                               | 5月22日  | J1   | 第12節    | NDスタ   | 山形   | 0 - 1  | 仙台     | 18,008 |
| 2011年 詳細                                               | 8月27日  | J1   | 第24節    | ユアスタ | 仙台   | 2 - 1  | 山形     | 19,087 |
| 2012年 - 2014年は、仙台がJ1、山形がJ2所属のため開催なし。 |          |      |           |          |        |        |          |        |
| 2015年 詳細                                               | 3月7日   | J1   | 1st第1節  | ユアスタ | 仙台   | 2 - 0  | 山形     | 19,375 |
| 2015年 詳細                                               | 9月26日  | J1   | 2nd第12節 | NDスタ   | 山形   | 1 - 1  | 仙台     | 13,737 |
| 2016年 - 2021年は、仙台がJ1、山形がJ2所属のため開催なし。 |          |      |           |          |        |        |          |        |
| 2022年 詳細                                               | 3月20日  | J2   | 第5節     | NDスタ   | 山形   | 2 - 3  | 仙台     | 11,456 |
| 2022年 詳細                                               | 6月15日  | J2   | 第23節    | ユアスタ | 仙台   | 1 - 1  | 山形     | 15,372 |
| 2023年 詳細                                               | 5月13日  | J2   | 第15節    | ユアスタ | 仙台   | 2 - 1  | 山形     | 15,163 |
| 2023年 詳細                                               | 7月1日   | J2   | 第23節    | NDスタ   | 山形   | 4 - 1  | 仙台     | 12,533 |
| 2024年 詳細                                               | 4月13日  | J2   | 第10節    | ユアスタ | 仙台   | 2 - 0  | 山形     | 17,938 |
| 2024年 詳細                                               | 6月22日  | J2   | 第21節    | NDスタ   | 山形   | 1 - 1  | 仙台     | 16,607 |
| 2025年 詳細                                               | 6月15日  | J2   | 第19節    | NDスタ   | 山形   | 3 - 4  | 仙台     | 15,413 |
| 2025年 詳細                                               | 9月20日  | J2   | 第30節    | ユアスタ | 仙台   | 開催前 | 山形     | -      |

### カップ戦他

#### 東北リーグ・JFL時期
■東北電力/ブランメル仙台：1勝1分3敗
■山形日本電気/NEC山形：3勝1分1敗
| 年     | 月日     | 時期   | 時期             | 会場   | 勝者         | 得点           | 敗者     | 観客数 |
| ------ | -------- | ------ | ---------------- | ------ | ------------ | -------------- | -------- | ------ |
| 1989年 |          | 東北   | チャレンジマッチ |        | 山形日本電気 | 1 - 0          | 東北電力 |        |
| 1992年 | 10月25日 | 天皇杯 | 東北予選         | 宮城県 | NEC山形      | 3 - 1          | 東北電力 |        |
| 1993年 | 9月12日  | 全社   | 東北予選         | 鶴岡陸 | NEC山形      | 4 - 2          | 東北電力 |        |
| 1993年 | 10月10日 | 天皇杯 | 東北予選         | 釜石陸 | 東北電力     | 3 - 0          | NEC山形  |        |
| 1995年 | 11月12日 | 天皇杯 | 東北予選         | 秋田陸 | B仙台        | 2 - 2 PK 4 - 3 | NEC山形  | 120    |

#### Jリーグ参入後
■ベガルタ仙台：1勝0分1敗
■モンテディオ山形：1勝0分1敗
| 年     | 月日    | 時期       | 時期              | 会場     | ホーム | 得点  | アウェイ | 観客数 |
| ------ | ------- | ---------- | ----------------- | -------- | ------ | ----- | -------- | ------ |
| 2015年 | 5月27日 | ナビスコ杯 | GL Bグループ第6節 | ユアスタ | 仙台   | 1 - 2 | 山形     | 8,030  |
| 2018年 | 12月5日 | 天皇杯     | 準決勝            | ユアスタ | 仙台   | 3 - 2 | 山形     | 16,604 |

## パブリック・ビューイング
- 2007年（平成19年）7月21日：みちのくダービー第3戦（J2第29節）
  - 宮城県仙台市青葉区・勾当台公園

プロ野球オールスターゲーム（於フルキャストスタジアム宮城）のパブリックビューイングに続いて、みちのくダービーのパブリックビューイングも行われた。
- 2011年（平成23年）5月22日：みちのくダービー第1戦（J1第12節）
  - ユアテックスタジアム仙台

スカパー!Jリーグ中継の企画として開催。
- 2018年（平成30年）12月5日：天皇杯準決勝
  - 定禅寺メディアステーション（NHK仙台放送局1F） - 解説：手倉森誠、司会：金城均（NHK仙台）、小野卓哉（NHK山形・当時）
  - イオンモール天童
- 2023年（令和5年）5月13日：みちのくダービー第1戦（J2第15節にて山形が開催）
  - 米沢市会場・新庄市会場：13:00
  - 山形市会場・天童市会場：13:30

## 騒動・不祥事
2011年8月27日に行われた試合では、一部の仙台サポーターが山形に対する不適切なコールと横断幕の掲出を行った。なお、仙台が代表取締役社長名でクラブの公式サイトにおいて謝罪のコメントを発表した。
2015年3月7日に行われた試合では、山形サポーターが試合前の君が代斉唱などのセレモニー中にコールを続けて妨害し、後日山形が代表取締役社長名でクラブの公式サイトにおいて謝罪のコメントを発表した。
2024年4月13日に行われた試合はホームの仙台が2-0で勝利したが、敗戦によってヒートアップした山形サポーターの1名が、試合後に挨拶している山形の渡邉晋監督や選手へ水を浴びせかける事態が発生し、翌日に予定されていたファンサービスも中止となるなど、波紋が広がった。後日山形は当該サポーターを無期限入場禁止とした。
2025年6月15日に山形で行われた試合ではチケット販売に関する不具合が発生し、山形がクラブの公式サイトにて謝罪のコメントと不具合の原因を発表した。